# Транспорт Ржева
Ржев — крупный транспортный узел. В город ежедневно прибывают грузовые и пассажирские поезда, следующие по линиям Москва — Рига и Лихославль — Вязьма. Расположенный на пересечении автодорог М9 «Балтия» (Москва — Рига), 28К-0576 (Ржев — Тверь) и Р87 (Ржев — Осташков), Ржев также принимает транзитный автотранспорт.

## Автомобильный транспорт
Ржев напрямую связан автодорогами с такими крупными городами, как Москва, Великие Луки, Рига (автотрасса М9 «Балтия», в 1 км от города), Тверь, Старица (28К-0576), Осташков, а также ближайшими сёлами, расположенными в Ржевском районе. Транзитное движение через город осуществляется преимущественно по Зубцовскому и Ленинградскому шоссе, улицам Ленина и Большой Спасской, а также ржевским мостам, при этом движение большегрузного транспорта по Новому мосту запрещено, из-за чего грузовым автомобилям массой свыше 20 тонн необходимо следовать в объезд города через Зубцов и Орехово. В летний сезон значительную долю транзитного транспорта составляют легковые машины, следующие из Москвы на Селигер.

### Общественный транспорт

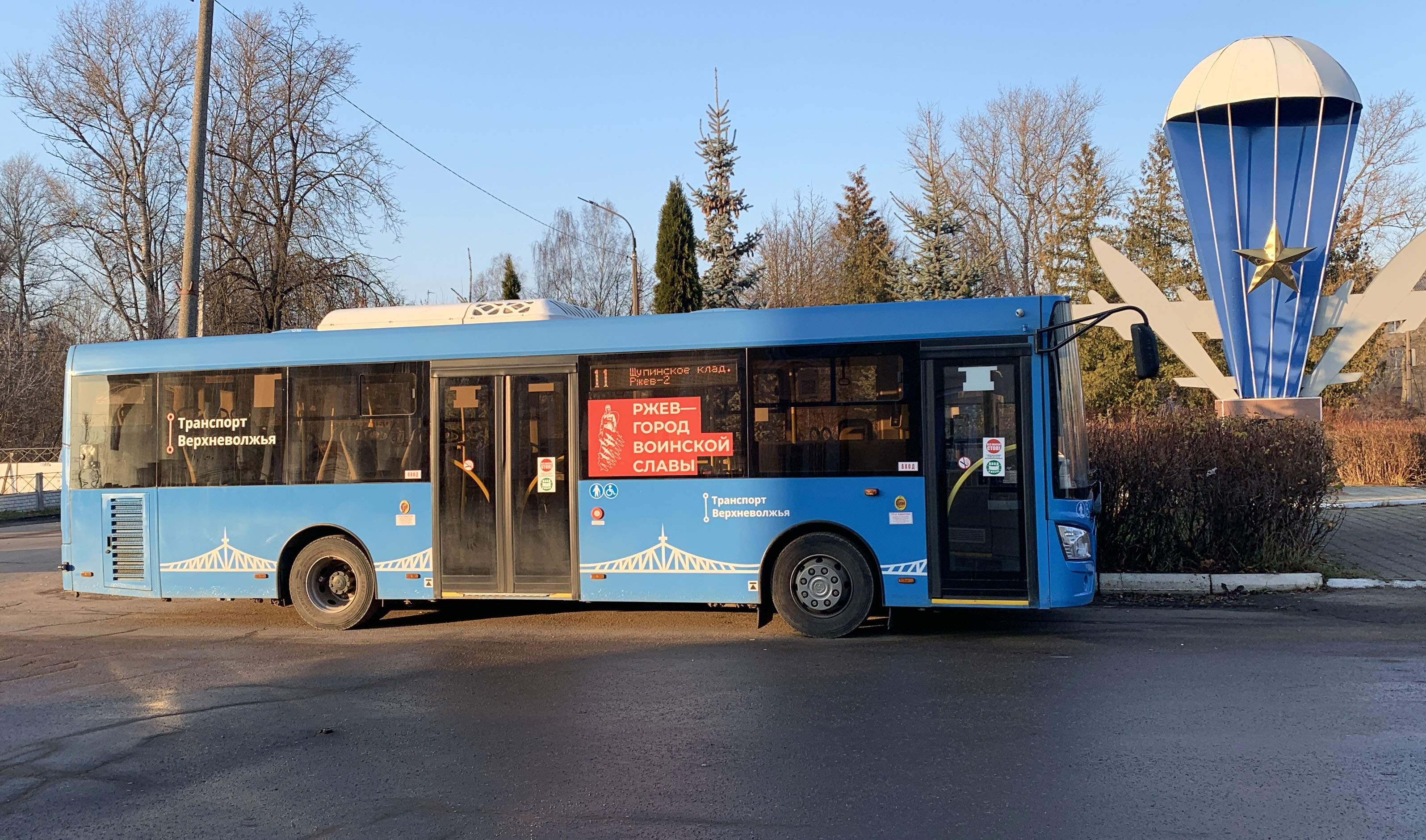
ЛиАЗ-4292 на Привокзальной площади

В городе функционирует автобусная система, парк которой составляют в основном автобусы ЛиАЗ-4292 (ранее ПАЗ-3205). В городе также имеется городская автостанция, с которой осуществляются междугородние рейсы. Немалая доля городских перевозок приходится на такси, их осуществляют не менее шести компаний.

## Железнодорожный транспорт

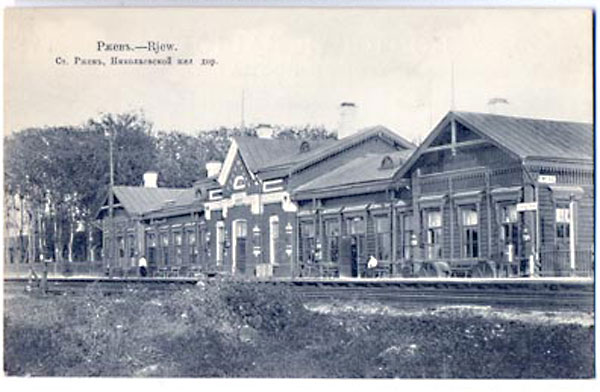
Здание первого ржевского вокзала

Первая железная дорога (Новоторжская линия) пришла в город в 1874 году, тогда же в городе появился первый вокзал — Александровский (сейчас Ржев-I). В 1901 году было открыто движение по Московско-Виндавской железной дороге. Железнодорожное хозяйство сильно пострадало во время войны. Так, были уничтожены здания вокзалов, взорван железнодорожный мост через Волгу (восстановлен в 1943 году), сильно повреждено от бомбёжек путевое развитие. В послевоенные годы было развито движение поездов по обоим направлениям, однако к 2000-м годам был замечен спад пассажирского движения по линии Лихославль — Вязьма с последующим переводом некоторых ходивших ранее поездов на другие линии. Движение поездов по линии Москва — Рига остаётся достаточно интенсивным за счёт экспорта нефти и нефтепродуктов в Европу.

### Станции и остановочные пункты
В черте города расположены две железнодорожные станции, разъезд и остановочный пункт.

#### Ржев-Белорусский
Ржев-Белорусский (Ржев-I) — исторически первый железнодорожный вокзал Ржева. Расположен на линии Лихославль — Вязьма в северо-западной части города (левый берег Волги).

#### Ржев-Балтийский
Ржев-Балтийский (Ржев-II) расположен на линии Москва — Рига и является по сути основным вокзалом города. Все поезда местного следования отправляются со Ржева-II, на станции останавливаются все проходящие через Ржев пассажирские поезда, в том числе скорый Санкт-Петербург — Смоленск, который для захода на Ржев-II специально сворачивает с основного хода линии Лихославль — Вязьма. При станции функционирует локомотивное депо ТЧЭ-32 Ржев, а также вагонное депо ВЧД-26.

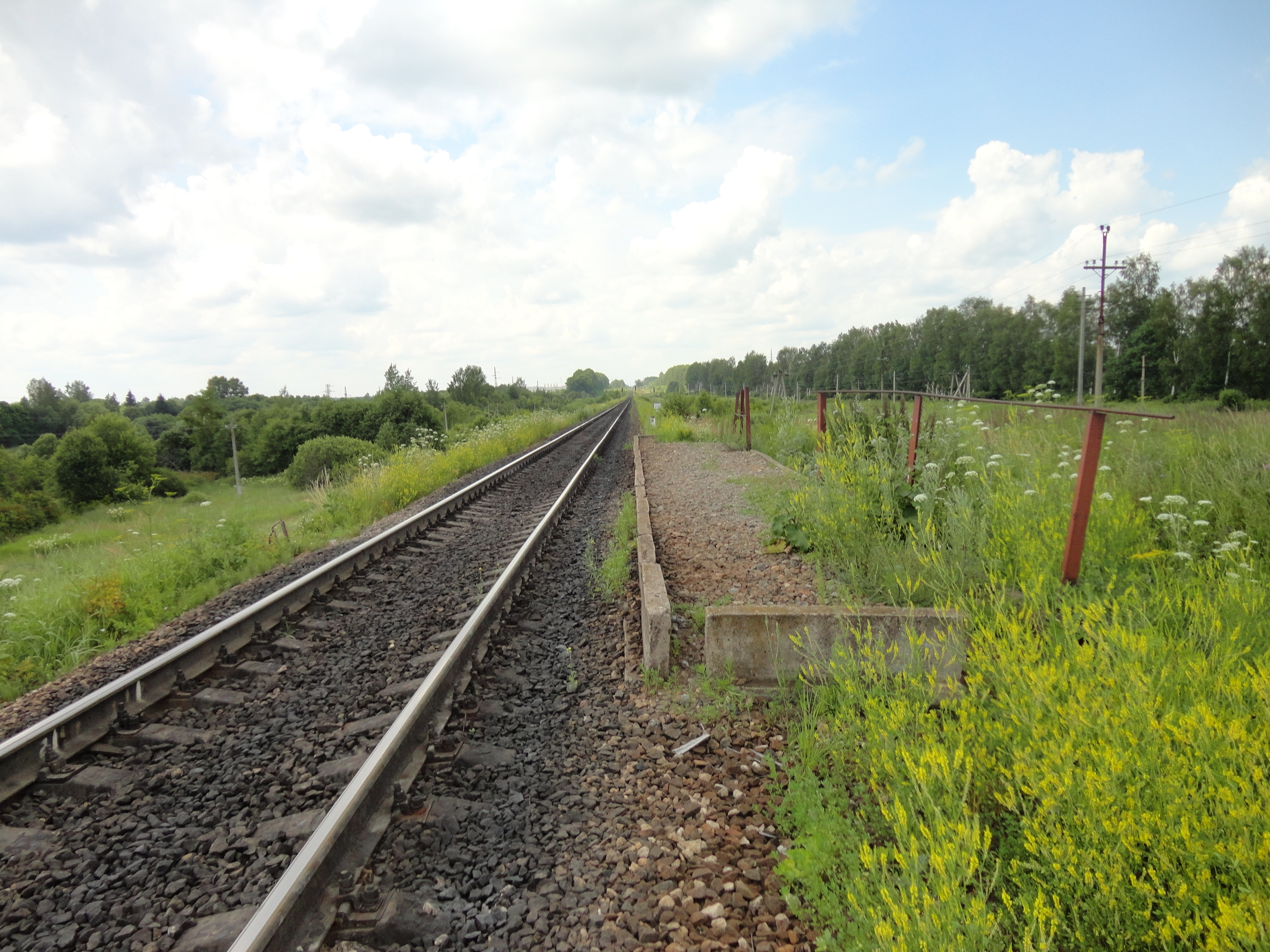
Остановочный пункт 239 км, вид в сторону Великих Лук

#### Мелихово
Мелихово — железнодорожный разъезд в черте города, расположен на линии Лихославль — Вязьма вблизи её пересечения с линией Москва — Рига.

#### О. п. 239 км
239 км — остановочный пункт на линии Москва — Рига, расположенный в непосредственной близости от пересечения с линией Лихославль — Вязьма. Имеется укороченная низкая платформа, на которую прибывают некоторые из проходящих пригородных поездов. Вблизи расположены садоводства «Железнодорожник» и «Железнодорожник-2».

#### О. п. Ржевский мемориал
Ржевский мемориал — остановочный пункт, располагающийся недалеко от Ржевского мемориала.

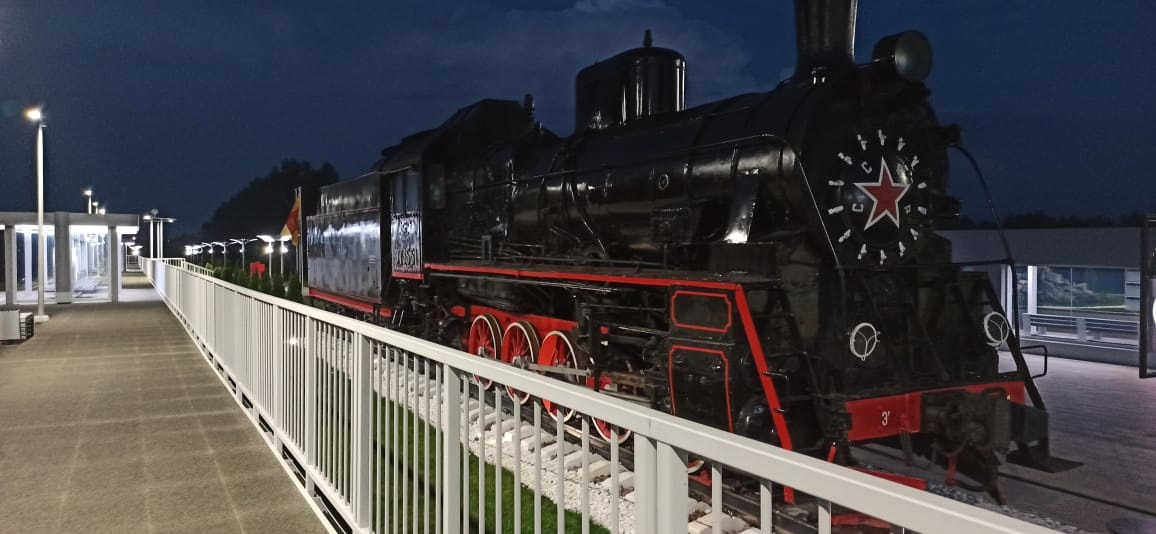
Вид на паровоз-памятник Эр785-51 с платформы «Ржевский мемориал»

## Порт
До появления во Ржеве железной дороги важное значение для города имел водный транспорт. Торговые барки ходили изо Ржева в крупные города России и Прибалтики, лодки и паромы использовались для переправы с одного берега на другой. Во второй половине XIX века началось движение пароходов до Твери, в советские годы их заменили теплоходы «Заря». Судоходство по Волге во Ржеве было прекращено в 1980-х годах. Также недолгое время существовала воздушная линия Калинин — Ржев (была запущена в 1958 году, в расписании 1977 года отсутствует).